# Pete Doherty
Pete Doherty (Hexham, Northumberland, 1979. március 12. –) angol rockénekes, a volt The Libertines és a Babyshambles együttes frontembere. Világhírnévre a Shotter's Nation lemezzel vált, ám az újságok leginkább Kate Mossal való viharos párkapcsolatáról írtak. Egy koncertturné alkalmával 2008-ban járt Magyarországon is. Édesanyja ápolónő, de adott már ki könyvet fiáról Pete Doherty: My Prodigal Son címmel. Édesapja katona.

## Fiatalkora
Katona családba született Northumberlandben, Hexhamben. Édesapja, Peter John Doherty és édesanyja, Jacqueline Michels is tisztek voltak a hadsereg kötelékében. Apai nagyapja ír bevándorló volt, anyai nagyapja Franciaországból és Oroszországból bevándorolt zsidók gyermekeként született. Doherty 11 évesen kezdett gitározni. Emellett kitűnő tanuló volt. 16 évesen megnyert egy versíró versenyt és ezzel egy oroszországi utat nyert.
Két testvére van, egy nővére Amy-Jo, és egy húga Emily.

## The Libertines, és a Babyshambles korszak
Pete még 1997-ben lett a The Libertines nevű zenekar tagja. Tehetséges dalszövegíró is.
A Libertines után saját zenekart alapított Babyshambles néven, amely eddig két albumot adott ki, Down In Albion (2005) és Shotter’s Nation (2007).

## Szólókarrier

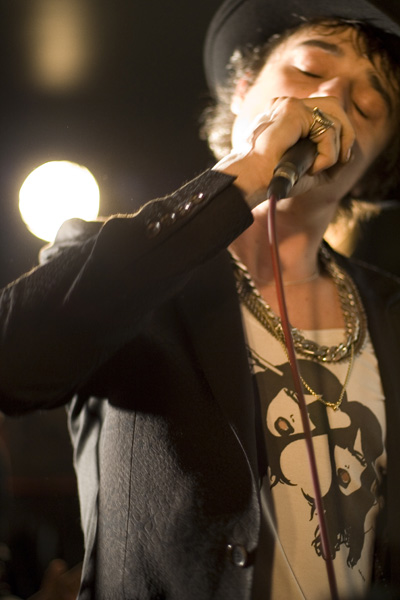
Pete 2007-ben

Első szólóalbuma Grace/Wastelands néven került a boltokba. Stephen Street volt a lemez producere.

## Jailhouse Rock

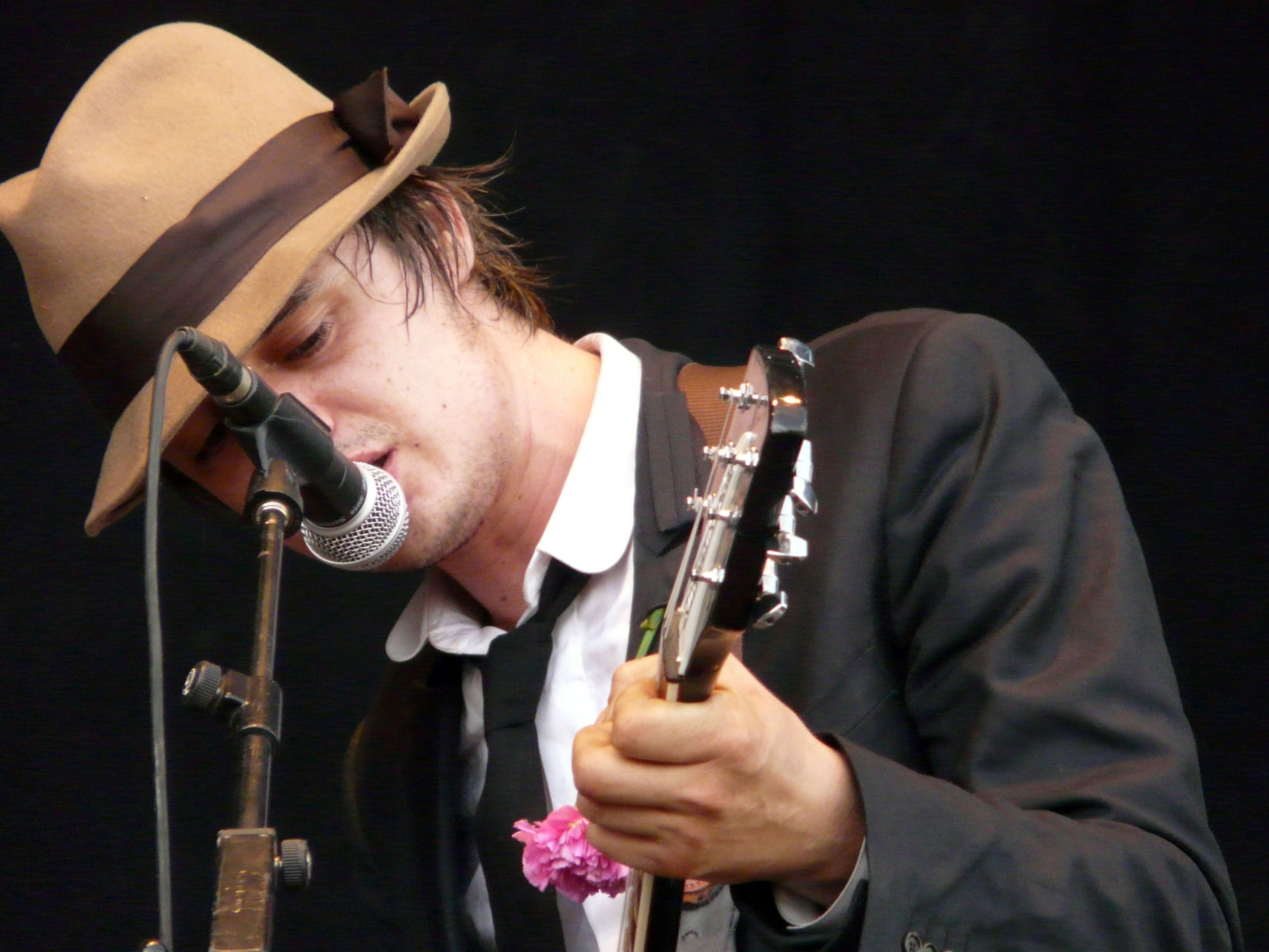
A Babyshambles egyik koncertjén

Először 2003 szeptemberében ítélték el, akkor fél évet töltött a rács mögött, mert betört az egyik barátja házába. Öt évvel később 14 hetes börtönbüntetést kapott, mert hanyagolta az elvonót.
Volt a bíróság elött fotósverés és ittas vezetés miatt is, egyszer pedig a tárgyalóteremben kiesett a kabátzsebéből 13 csomag heroin.
Pete Doherty önveszélyes, barátainak is komoly problémákat okozott függősége miatt. A zenész ingyen osztogatta heroint a baráti összejöveteleken. A közvetett áldozatok között van egy 27 éves fotós lány, Robin Whitehead is, aki Doherty szintén drogfüggő barátjával töltötte élete utolsó napjait. Marc Blanco, színész pedig rejtélyes körülmények között zuhant le az erkélyről egy házibuliban, miután nézeteltérése támadt az énekessel.
Amy Winehouse énekesnővel is többször botrányba keveredett.
Van egy gyermeke Astile Louis Doherty aki 2003. július 12-én született Camdenben Lisa Moorishtól.

## Diszkográfia

### The Libertines
- 2002 – Up The Bracket
- 2004 – The Libertines
- 2015 – Anthems for Doomed Youth
- 2024 – All Quiet on the Eastern Esplanade

### Babyshambles
- 2005 – Down in Albion
- 2006 – Shotter's Nation

### Szólólemez
- 2009 – Grace/Wastelands

## Slágerlistás dalok
- 2002 – What a Waster
- 2003 – Time for Heroes
- 2003 – Don't Look Back into the Sun
- 2004 – Can't Stand Me Now
- 2004 – What Became Of The Likely Lads
- 2004 – BabyShambles
- 2004 – Killamangiro
- 2004 – For Lovers
- 2005 – Fuck Forever
- 2005 – Albion
- 2005 – Their Way
- 2006 – Prangin' Out
- 2006 – Janie Jones
- 2007 – Delivery
- 2007 – You Talk
- 2009 – Last of the English Roses
- 2009 – Broken Love Song
- 2009 – Down To The Underground
- 2010 – Side Of The Road

## Koncertalbumok
- 2008 – Oh! What A Lovely Tour